# Sylvia Van Peteghem
Sylvia Van Peteghem (Lokeren, 5 maart 1955) is een Belgische bibliothecaris en onderzoeker. Zij was de eerste vrouwelijke bibliothecaris van een Belgische universiteitsbibliotheek, de universiteitsbibliotheek van Gent. Op 1 april 2020 ging ze met pensioen. Ze werd opgevolgd door Dries Moreels.

## Biografie
Van Peteghem studeerde af in 1977 als licentiaat in de Germaanse taal- en letterkunde aan de toenmalige Rijksuniversiteit Gent. In 1986 behaalde ze het diploma van Informatie- en Bibliotheekwetenschappen aan de Universiteit Antwerpen. In 1994 behaalde ze de titel van doctor in de Germaanse taal- en letterkunde met een studie over de schrijfster Alida Wynanda Sanders van Loo met als promotor professor-doctor Anne-Marie Musschoot, bij de toenmalige vakgroep Nederlandse literatuur.

## Werk
Tussen 1979 en 1985 werkte ze als lerares. Tijdens en na haar extra studie werkte ze vier jaar bij de Universiteitsbibliotheek Gent, in de Boekentoren, aan de collectie 'Vliegende Bladen'. Dit is een collectie 19de-eeuwse ephemera die maniakaal werden verzameld door de hoofdbibliothecaris Ferdinand Vanderhaeghen (1830-1913). Na haar doctoraat werkte Van Peteghem een poosje als post-doctoraal onderzoeker. In 1997 keerde ze terug naar de Boekentoren waar ze hoofd werd van de acquisitiedienst en de catalografie. In 2000 werd ze geselecteerd voor de functie van hoofdbibliothecaris. Ze werd daarmee de eerste vrouwelijke hoofdbibliothecaris van de Universiteit Gent én van een Belgische universiteitsbibliotheek.

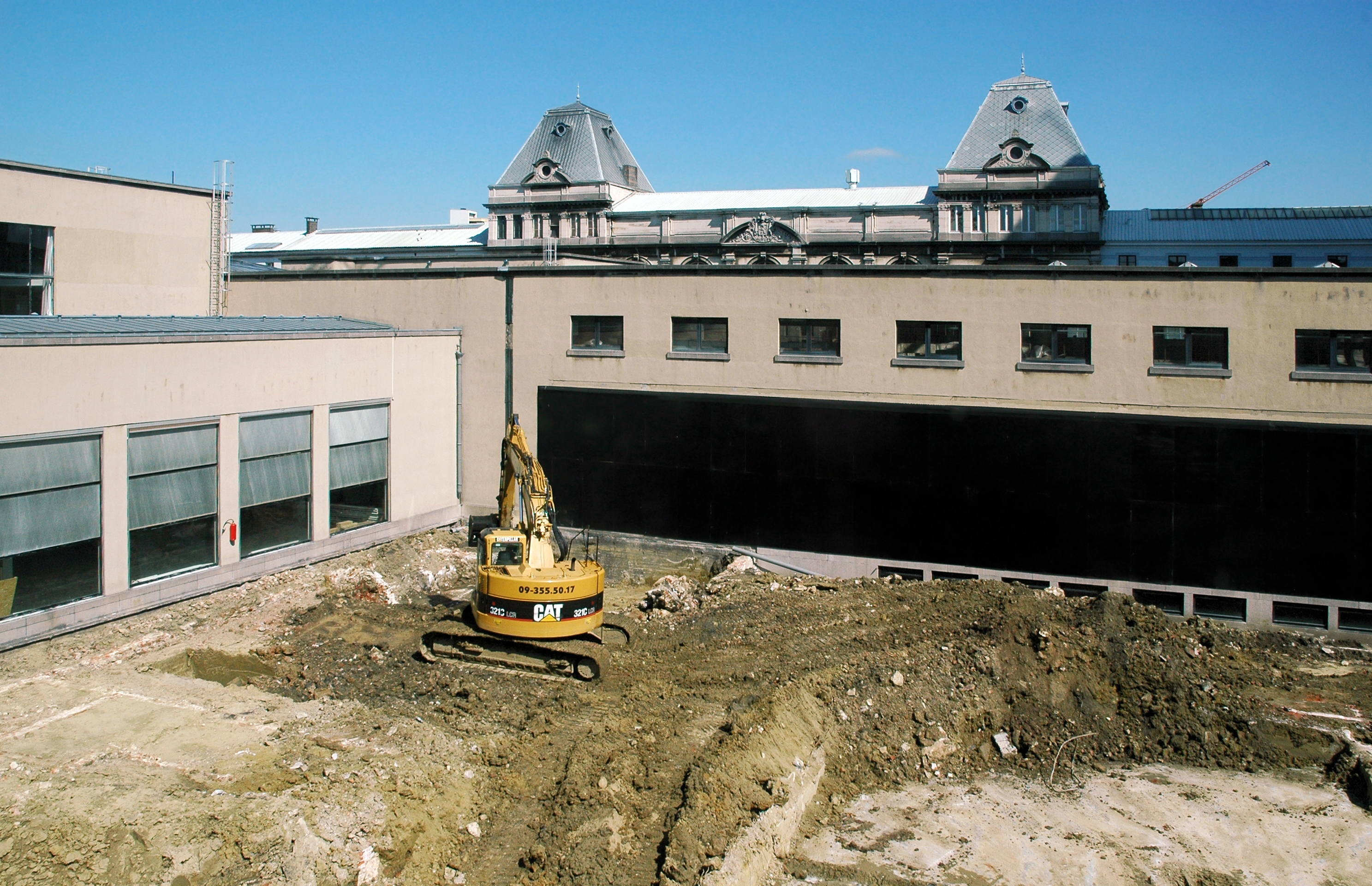
Verbouwing binnenplaats van de Boekentoren, 2012: aanleg van een ondergronds depot.

Het werk van Van Peteghem wordt enerzijds gekenmerkt door een langlopende reorganisatie van het netwerk van de UGent bibliotheken (2005-). Richtinggevend daarbij is het 'plan Björnshauge' dat op 8/1/2004 werd goedgekeurd door het bestuurscollege en dat sindsdien wordt uitgevoerd. Anderzijds heeft zij ook de cruciale aanzet gegeven voor de renovatie van de Boekentoren, het bekende ontwerp van Henry Van de Velde uit 1942. Deze omvangrijke renovatie, onder leiding van de architecten Robbrecht & Daem, was gepland om klaar te zijn in 2017 ter ere van het 200-jarige bestaan van de Gentse alma mater.
In februari 2008 ontving Van Peteghem de Cultuurprijs Vlaanderen voor Cultureel Erfgoed omdat ze volgens de jury de bibliotheek 'transformeerde van een stoffige bewaarinstelling naar een digitaal kenniscentrum'. Ook de deelname van de universiteitsbibliotheek aan het Google Books project in 2007, gestimuleerd door Van Peteghem, werd in het juryrapport geprezen. Zij heeft een strategie opgezet om gedigitaliseerde versies van boeken en archieven vrij te geven onder een vrije licentie.
Van Peteghem heeft samen met Ludo Stynen de oorlogsdagboeken van Virginie Loveling opnieuw geredigeerd en uitgegeven.